# Cepasa
Cepasa (рус. Кепаса, настоящее имя Павел Владимирович Ленченко; 11 мая 1986, Киев, Украина) — украинский электронный музыкант, продюсер и исполнитель.

## История

### Doing Right (2012) / Начало
Впервые о Cepasa стало известно 4 октября 2012 г., в день выхода дебютного альбома «Doing Right». Альбом был выпущен на украинском лейбле Moon Records. Стиль альбома — неспешная хаус-музыка с акцентом на басовые линии. Мастеринг инженером стал Klas Lindblad (Sasse) — глава берлинского лейбла Moodmusic на котором ранее Павел уже выпускал свою музыку. За выходом альбома сразу же последовала премьера дебютного видеоклипа на композицию «Other Place». Автором идеи и режиссером видео выступил Тарас Воробец. Релиз альбома привлёк внимание меломанов и прессы, и спустя пару месяцев состоялось первое выступление Cepasa — в качестве warm-up гостя на концерте Gus Gus.
В сентябре 2013 Cepasa выступает приглашенным гостем на концерте Telepopmusik в киевской Малой Опере.
В октябре 2013 на показе модельера Ирины Красильниковой в рамках Mercedes-Benz Kiev Fashion Days впервые звучит новая композиция Cepasa — Delicious, которую Павел выкладывает в свободный доступ в сеть спустя неделю и анонсирует одноименный видеоклип.
5 ноября 2013 г. состоялась премьера видеоклипа Cepasa — Delicious. Автором идеи и режиссером выступил Евгений Купоносов, оператором — Александр Костырский.
3 сентября 2014 г. Сepasa выступает в качестве warm-up гостя на концерте Darkside в столичном клубе Sentrum
10 сентября 2014 — релиз сингла But You Don’t Know на собственном лейбле Cepasa Music . В релиз вошли две композиции — оригинальный трек But You Don’ Know и инструментальная версия. Композиция привлекла внимание профильных музыкальных порталов и блогов Европы и США.
3 октября 2014 — выступление Cepasa на фестивале Waves Bratislawa (Братислава, Словакия)
В октябре 2014 на показе модельера Ирины Красильниковой в рамках London Fashoin Week впервые звучит композиция Cepasa — Get Away из нового альбома.

### Nove (2014)
7 октября 2014 г состоялся релиз второго студийного альбома Cepasa — Nove. Дизайн Nove делал польский художник Michał Madej. В альбом вошла ранее изданная композиция Delicious и новые треки. Nove отличался от предыдущего альбома Doing Right. Звучание стало более тяжелым и глубоким — ломаные ритмы и проникновенные мелодии. Сам музыкант объясняет это тем, что треки были написаны во время революционных событий в Киеве. Об альбоме пишут как локальные, так и иностранные музыкальные издания и блоги. После релиза альбома Nove с Cepasa связывается руководитель лондонской компании Prime Loops c предложением о сотрудничестве и создании авторской библиотеки звуков. «Nove» занимает второе место в рейтинге лучших украинских альбомов года по версии Music.in.ua .
В декабре 2014 Павел приглашает гитариста и бас-гитариста и начинает подготовку новой концертной программы в формате full live.

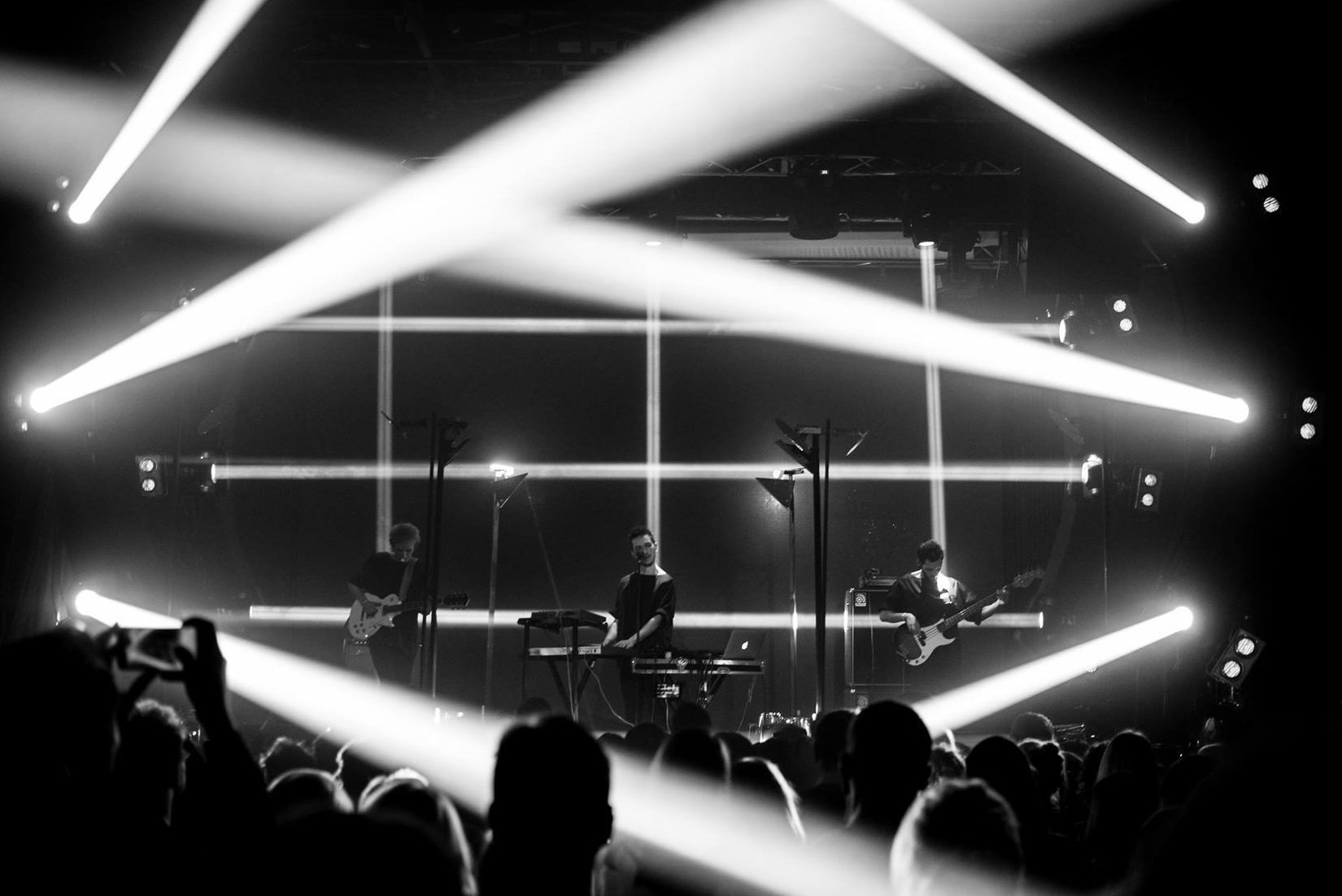
Выступление Cepasa «White Noises» в Киеве

16 января 2015 г. на портале EDM.COM состоялась премьера официального ремикса Cepasa на трек Faith для артиста из Лондона — Fredwave. Композиция Fredwave — Faith (Cepasa Remix) набрала более 300k прослушиваний на Soundcloud, а также появилась во многих публикациях на профильных порталах и музыкальных блогах.
23 февраля 2015 состоялся релиз официального ремикса Cepasa на композицию «Заплуталась» певицы Jamala: Jamala — Заплуталась (Cepasa Remix) .
17 марта 2015 компания Prime Loops выпустила релиз Cepasa. Это коллекция фирменных звуков (семплов), которыми смогут пользоваться клиенты компании. Среди них числятся, в частности, Леди Гага и Крис Браун. Cepasa стал первым украинским музыкантом, к которому компания Prime Loops обратилась с предложением о сотрудничестве. Для ознакомления с материалом украинца британцы выложили в сеть демо-ролик релиза. Об этом сэмпл-паке вскоре появилась заметка в известном британском издании Dj Magazine.

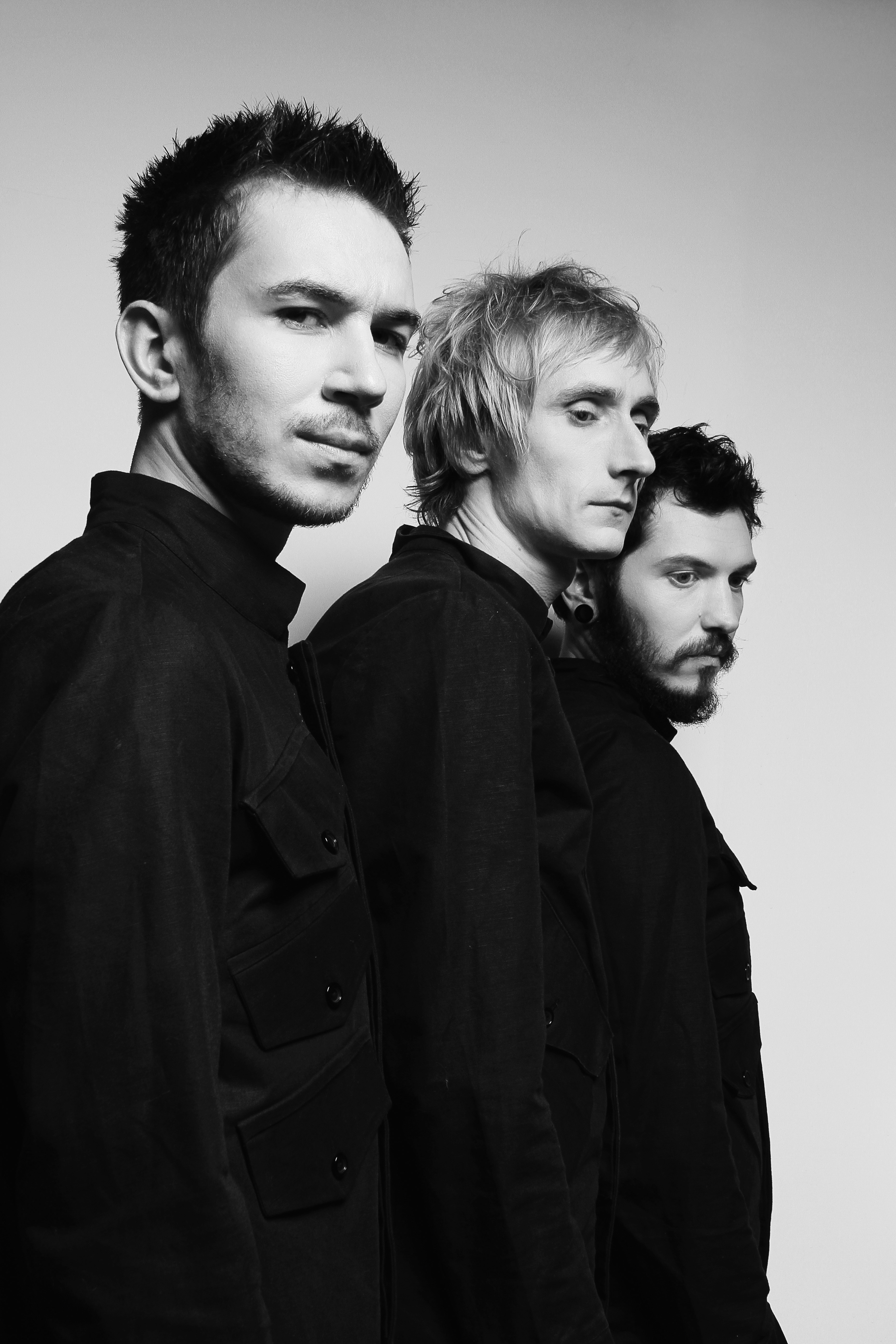
Живой состав Cepasa (cлева направо): Павел Ленченко, Александр Давиденко, Антон Мигунов

13 апреля 2015 г вышло виниловое издание мини-альбома Preludes британского диджея и музыкального продюсера Keeno. Вокальные партии в композиции One More Moment исполнил Cepasa .
По словам Павла Ленченко, c предложением спеть для Keeno к нему обратился глава британского лейбла Med School Music, который издал Preludes. В итоге, голос Cepasa зазвучал в композиции One More Moment, которая уже до выхода мини-альбома проявилась в нескольких шоу BBC Radio1. Глава авторитетного электронного лейбла Hospital Records (подразделением которого является Med School Music) Тони Колман (London Electricity) в одном из подкастов компании порекомендовал слушателям последний альбом Cepasa и подчеркнул необычность голоса украинского артиста. Совместный трек с Keeno One More Moment прозвучал в радиошоу Paul Van Duke «VONYC Session», а позже в 2016 году был лицензирован для видеоигры Forza Horizon 3  — авто-симулятора выпущенного Microsoft Studios.
2 мая 2015 г. на британском музыкальном портале Data Transmission вышел диджейский микс Cepasa, в который вошло 17 треков.
28 мая 2015 г. Cepasa выпустил сборник ремиксов на композиции из собственного альбома Nove, изданного осенью прошлого года. В проекте приняли участие музыканты из Украины и Польши . С украинской стороны в сборнике Nove Remixed были задействованы Sunchase, Animous, Morphom, THVN и iiiii eyes. От польской стороны свою работу предоставил продюсер по имени MVZR. Ремиксы сделаны в разнообразной стилистике — от даунбита и драм-н-бейса до хип-хопа.
5 июня 2015 г. состоялся первый концерт Cepasa в новом формате full live при участии Александра Давиденко (гитара) и Антона Мигунова (бас).
После презентации новой концертной программы Cepasa выступает полным составом на фестивалях Джаз Коктебель, Ostrov Festival, Белые Ночи, Країна Мрій, Atlas Weekend, Hedonism Festival, Crazzy Days, Polyana Festival, Porto Franko Festival, MRPL City Fest и др.
21 октября Cepasa презентует первый сингл из будущего альбома — трек с названием «Comeback» . «Этим треком полностью не отобразишь всю идею нового альбома, но частично по синглу можно понять, каким он будет. А будет он динамичнее, веселее, задорнее, чем предыдущий. Наверное, в нем отразится смесь тех лучших достижений, которые были в первом и втором альбоме. Первый — это танцевальный элементы, а второй — глубина. Захотелось также добавить новый звук. Я очень много работал над живыми звуками, в частности гитары и это безусловно добавило звучанию новую грань», — рассказал cultprostir.ua автор проекта Павел Ленченко
11 ноября 2015 г. на Яндекс. Музыке вышла первая компиляция лучшего украинского инди за 2014—2015 гг, куда вошла композиция Cepasa — But You Don’t Know.
24 марта 2016 г. Cepasa приоткрывает завесу тайны над 3-м студийным альбомом Noises, работа над которым кипела у Павла последний год. В сети появился сингл альбома с названием Always Beautiful .

### Noises (2016)
28 марта 2016 г. состоялся релиз третьего студийного альбома Cepasa — Noises . «Один из немногих украинских музыкантов, который делает взрослую электронную музыку на стыке даунтемпо и техно, способную стать в один ряд с Caribou, Bonobo, Darkside и другими героями сцены» — так заговорили о Cepasa после выхода альбома Noises. В альбоме Noises впервые появился трек на русском языке — Davai. Мастеринг делал Александр Павленко (Sunchase).
31 марта 2016 г. в киевском клубе Atlas прошел первый большой сольный концерт Cepasa, посвященный выходу нового альбома Noises .
31 мая 2016 г. состоялась премьера 4-го видеоклипа Cepasa — Always Beautiful . Автором идеи и режиссером выступила Настасья Милевская. Режиссер организовала социальный опрос, в котором приняли участие более 100 человек. Опрос создавался с целью узнать о заветных желаниях разных людей. Так были созданы образы. На съёмочной площадке было собрано более 50-ти человек, снимали 2 дня. Always Beautiful набрал больше полмиллиона просмотров на Youtube.

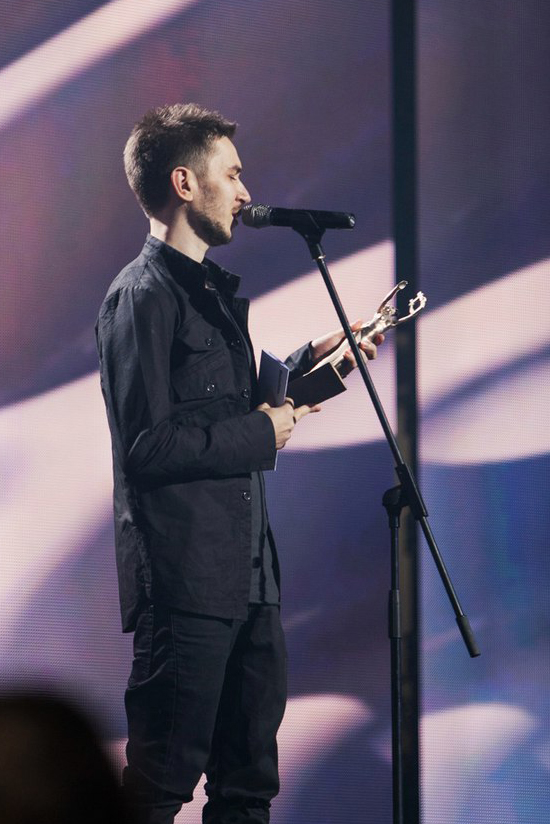
Cepasa победитель премии Yuna 2017 в номинации «Новое дыхание»

В сентябре 2016 Cepasa совместно художниками по свету братьями Дмитрием и Евгением Андрущенко начинают подготовку к аудио-визуальному перфомансу White Noises — концерту, в рамках которого музыкальная программа будет сопровождена зрелищными световыми проекциями.
29 ноября 2016 г. Cepasa представил новый видеоклип на композицию Better With You . Автором идеи и режиссером клипа выступила Настасья Милевская, ранее работавшая над клипом Cepasa — Aways Beautiful. Better With You снимали на одном из старейших ледовых катков Киева «Крижинка». Главные роли в клипе исполнили профессиональные фигуристы Полина Огарева и Дмитрий Игнатенко .
1 декабря 2016 г. в столичном клубе Atlas состоялся концерт White Noises, который музыканты обозначили новой главой в истории группы . Он отличался единением звука, света и видеоряда на экране. Концерт попал в рейтинг лучших концертов года по версии Karabas.Live .
21 февраля 2017 во Дворце «Украина» состоялась церемония награждения Национальной музыкальной премии YUNA 2017. Победу в номинации «Новое Дыхание» получил Cepasa.
25 апреля 2017 состоялась премьера первого украиноязычного релиза Cepasa — 100 бажань. Трек попадает в ротацию украинских радиостанций.
В конце 2017 видеоверсия концерта White Noises появилась на youtube канале Cepasa.

### Dark Beauty (2018)
Осенью 2018 г. Cepasa анонсировал выпуск нового студийного альбома Dark Beauty. «Моя новая музыка более танцевальная, драматичная и, вместе с тем, более сумасшедшая. Она о трудностях, которые мы переживаем; об одиночестве и роли близких в нашей жизни; о выходе из состояния вечного ожидания чего-то большего. В то же время новые песни о красоте нашего мира и о красоте самой музыки» - поделился Павел.
28 октября 2018 г. Cepasa представил новый видеоклип Waves на первый сингл из нового альбома . Режиссером клипа стала Настя Милевская, ранее уже работавшая с музыкантом над созданием видео к песням «Always Beautiful» и «Better With You». Главную роль в этом психоделическом роад-муви исполнила известная актриса и модель Валерия Караман . Видео Cepasa - Waves собрало более 300 тысяч просмотром и было отмечено авторитетным изданием Mixmag . На площадке Youtube видеоклип Waves попал в официальный хотлист "Electronica", а Youtube Music представили Cepasa в подборке артистов "Стоящие внимания 2019".
5 ноября 2018 состоялся релиз четвертого студийного альбома Cepasa - Dark Beauty . В логплей вошло 11 треков. "Новый вектор звучания - иные смыслы. Поиск контрастов. Жизненный путь, который находит продолжение в звуке" - так был представлен новый альбом . Темную красоту Cepasa отметили ведущие медиа: "Светлая сторона одиночества" (с) Потоп . "Dark Beauty очаровывает. Это очень личное путешествие" (с) СЛУХ . Альбом вошёл в списки лучших в 2018 году по версии The Village , Karabas Live, СЛУХ , Liroom , Новое Время  и др.
20 декабря 2018 г. в прокат вышла украинская комедия "Секс и ничего личного" (режиссер Ольга Ряшина), где три композиции Cepasa (Always Beautiful, Waves и Unreal) стали официальными саундтреками.
15 февраля 2019 г. состоялся большой концерт-презентация альбома Dark Beauty. Впервые - в мистической атмосфере зала Малой Оперы (г. Киев). Новая программа Dark Beauty Live по мотивам одноименного нового альбома была дополнена специальными световыми решениями и визуальной инсталляцией.
27 марта 2019 г. состоялся релиз нового сингла Fever . Он был написан во время подготовки лайва Dark Beauty. Оператор Игорь Присяжный снял этот трек одним кадром прямо на концерте и после того, как команда увидела запись, - было принято решение выпустить сингл. Антуражный лайв передал атмосферу нового альбома и концертной программы, а интересное решение в интеграцией текста в видео воплотил киевский продакшн TV lab .
12 мая 2019 г. Сepasa сыграл лайв нового альбома Dark Beauty в средневековой крепости Тустань. Тустань – памятка природы и археологии национального значения, расположенная в украинских Карпатах. Первое упоминание этого города-крепости датируется с 1340 года. Новые композиции Cepasa в live-версиях впервые прозвучали в историческом месте с необыкновенными видами. Live-трансляция видео-выступления происходила на Facebook и позже стала доступной в записи на Youtube.

## Состав
- Павел Ленченко (музыкальный продакшн, клавиши, вокал, тексты)
- Александр Давиденко (гитара, эффекты)
- Антон Мигунов (бас) (2014 - 2018)

## Награды
- Национальная музыкальная премия YUNA 2017. Победитель в номинации "Новое Дыхание"

## Дискография

### Студийные альбомы
- 2012 — «Doing Right»
- 2014 — «Nove»
- 2016 — «Noises»
- 2018 — «Dark Beauty»

### EP
- 2015 — «Nove Remixes»

### Ремиксы
- 2015 — Jamala — «Заплуталась (Cepasa Remix)»
- 2015 — Fredwave — «Faith (Cepasa Remix)»

### Синглы
- 2014 — «But You Don’t Know»
- 2017 — «100 Бажань»
- 2019 — «Fever»

### Библиотеки сэмплов
- 2015 — Cepasa — «Deep Electronica Sample Pack»

## Видеография
2012 — Cepasa — Other Place (реж. — Тарас Воробец)
2014 — Cepasa — Delicious (реж. — Евгений Купоносов)
2015 — Cepasa — More Live (реж. — Настасья Милевская)
2016 — Cepasa — Always Beautiful (реж. — Настасья Милевская)
2016 — Cepasa — Better With You (реж. — Настасья Милевская)
2018 — Cepasa — Waves (реж. — Настасья Милевская)
2019 — Cepasa — Fever Live (оператор — Игорь Присяжный)